# Weitersfeld
Weitersfeld ist eine Marktgemeinde mit 1525 Einwohnern (Stand 1. Jänner 2025) im Bezirk Horn in Niederösterreich.

## Geografie
Weitersfeld liegt im Waldviertel auf einer Hochfläche am Übergang zum Weinviertel. Die Entwässerung erfolgt über den Prutzendorfer Bach und die Fugnitz. Der tiefste Punkt der Gemeinde liegt im Nordosten und ist 390 Meter über dem Meeresniveau. Die höchsten Erhebungen sind Feuerberg (486 m) im Südosten und Kühberg (481 m) und Hartberg (486 m) im Norden.
Die Fläche der Marktgemeinde umfasst 87,18 Quadratkilometer. Davon sind 69 Prozent landwirtschaftliche Nutzfläche, 25 Prozent der Fläche sind bewaldet.

### Gemeindegliederung
| Katastralgemeinden | Ortschaften in der Gemeinde |
| --- | --- |
| Fronsburg (8,97 km²) Heinrichsdorf (5,04 km²) Nonnersdorf (2,78 km²) Oberfladnitz (5,87 km²) Oberhöflein (11,32 km²) Obermixnitz (5,92 km²) Prutzendorf (3,79 km²) Rassingdorf (3,97 km²) Sallapulka (3,94 km²) Starrein (7,77 km²) Untermixnitz (6,56 km²) Weitersfeld (21,27 km²) | Fronsburg (D) · Heinrichsdorf (D) · Nonnersdorf (D) Maria im Gebirge (W) Oberfladnitz (D) · Oberhöflein (D) · Obermixnitz (D) · Prutzendorf (D) · Rassingdorf (R) · Sallapulka (D) · Starrein (D) · Untermixnitz (D) · Weitersfeld (M) |
| Legende | |

| In der Spalte Katastralgemeinden sind sämtliche Katastralgemeinden einer Gemeinde angeführt. In der Klammer ist die jeweilige Fläche in km² angegeben. |
| In der Spalte Ortschaften sind sämtliche von der Statistik Austria erfassten Siedlungen, die auch eine eigene Ortschaftskennziffer aufweisen, angeführt. In der Hierarchieebene derselben Spalte, rechts eingerückt, werden nur Ansiedlungen, die mindestens aus mehreren Häusern bestehen, dargestellt. Die wichtigsten der verwendeten Abkürzungen sind: - M = Hauptort der Gemeinde - Stt = Stadtteil - R = Rotte - W = Weiler - D = Dorf - ZH = Zerstreute Häuser - Sdlg = Siedlung - Hgr = Häusergruppe - E = Einzelgehöft (nur wenn sie eine eigene Ortschaftskennziffer haben) Die komplette Liste der Statistik Austria ist in: Topographische Siedlungskennzeichnung nach STAT Zu beachten ist, dass manche Orte unterschiedliche Schreibweisen haben können. So können sich Katastralgemeinden anders schreiben als gleichnamige Ortschaften bzw. Gemeinden. Quelle: Statistik Austria – |

Das Gemeindegebiet umfasst folgende Ortschaften (in Klammern Einwohnerzahl Stand 1. Jänner 2025):
- Fronsburg (103)
- Heinrichsdorf (66)
- Nonnersdorf (39) samt Maria im Gebirge
- Oberfladnitz (63)
- Oberhöflein (133)
- Obermixnitz (104)
- Prutzendorf (44)
- Rassingdorf (52)
- Sallapulka (59)
- Starrein (130)
- Untermixnitz (78)
- Weitersfeld (654)

In Weitersfeld finden mehrere Postleitzahlen Verwendung. Oberfladnitz hat die Postleitzahl 2081, Oberhöflein die Postleitzahl 2091, Heinrichsdorf die Postleitzahl 3742, Sallapulka und Nonnersdorf die Postleitzahl 3752. In Starrein finden die Postleitzahlen 2084 und 2091 Verwendung. Der Hauptort Weitersfeld und die anderen Orte haben die Postleitzahl 2084.
Die Marktgemeinde Weitersfeld ist Mitglied der Kleinregion Taffa-Thaya-Wild.

### Nachbargemeinden
| Langau | Hardegg                                     |               |
| Geras  | Kompassrose, die auf Nachbargemeinden zeigt | Retz          |
|        | Sigmundsherberg                             | Schrattenthal |

## Geschichte

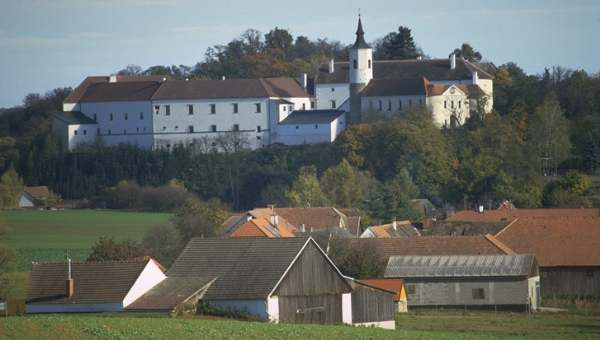
Schloss Fronsburg

Bodenfunde zeigen, dass das Gebiet bereits in der Jungsteinzeit besiedelt war. Rodungen erfolgten im 11. Jahrhundert von bayrischen Einwanderern. Der Ortsname hat entweder slawische Wurzeln und kommt vom Personennamen Vids oder stammt vom germanischen Wort Vitorad (Feld, Boden Acker). Die erste urkundliche Erwähnung erfolgte 1135 als Markgraf Leopold III. auf die Zehente mehrere Pfarren, darunter auch Wiederuelt (Weitersfeld), verzichtete. Die Gründung der Pfarre erfolgte wahrscheinlich schon in der 2. Hälfte des 11. Jahrhunderts. Das Marktrecht erlangte Weitersfeld im Jahr 1497, den Wappenbrief stellte Maximilian I. aus.
In der Grafschaft Hardegg, zu der Weitersfeld gehörte, breiten sich ab den 1560er-Jahren die Lehren Martin Luthers aus und spätestens 1577 gab es einen Prädikanten in der Pfarre und auch die Grundherren der Umgebung wurden verbreitet Lutheraner. Ein Großbrand 1612 zerstörte ein Viertel des Marktes, 34 Häuser brannten nieder. 1628 wurde die Grundherrschaft im Zuge der Gegenreformation verpflichtet, einen katholischen Priester aufzunehmen. 1652/53 zwang eine Religionskommission der Regierung die Bewohner Niederösterreichs, entweder zum katholischen Glauben zu konvertieren oder auszuwandern. Durch den Dreißigjährigen Krieg und die Emigration protestantischer Bauern war die Region im 17. Jahrhundert verarmt. Nachdem Leopold I. 1670 anordnete, dass alle Juden Niederösterreich verlassen müssten, zogen die meisten jüdischen Familien aus Weitersfeld über die Grenze ins mährische Šafov. Damit verbunden war eine weitere Schwächung des Handels im Markt.
Die Fronsburg wurde auf einer Terrasse nördlich von Weitersfeld, oberhalb der Fugnitz, errichtet. Ein Hadmar von Freundesperch (Fronsburg) wird bereits 1230 urkundlich genannt. Der Name bedeutet „Burg der Freunde“. Im 18. Jahrhundert wurde die Burg, die zwei Höfe umschließt, zu einem Renaissanceschloss umgebaut. Im Jahr 1739 kaufte Graf Sigmund Friedrich Khevenhüller die Anlage, 1972 kam das Schloss durch Heirat in den Besitz der Familie Bongart, die es noch heute bewohnt.

### Bevölkerungsentwicklung
| Weitersfeld: Einwohnerzahlen von 1869 bis 2025      | Weitersfeld: Einwohnerzahlen von 1869 bis 2025 | Weitersfeld: Einwohnerzahlen von 1869 bis 2025 | Weitersfeld: Einwohnerzahlen von 1869 bis 2025 | Weitersfeld: Einwohnerzahlen von 1869 bis 2025 |
| --------------------------------------------------- | ---------------------------------------------- | ---------------------------------------------- | ---------------------------------------------- | ---------------------------------------------- |
| Jahr                                                |                                                |                                                |                                                | Einwohner                                      |
| 1869                                                | 1869                                           |                                                | 3.157                                          | 3.157                                          |
| 1880                                                | 1880                                           |                                                | 3.329                                          | 3.329                                          |
| 1890                                                | 1890                                           |                                                | 3.266                                          | 3.266                                          |
| 1900                                                | 1900                                           |                                                | 3.097                                          | 3.097                                          |
| 1910                                                | 1910                                           |                                                | 2.918                                          | 2.918                                          |
| 1923                                                | 1923                                           |                                                | 2.888                                          | 2.888                                          |
| 1934                                                | 1934                                           |                                                | 2.858                                          | 2.858                                          |
| 1939                                                | 1939                                           |                                                | 2.736                                          | 2.736                                          |
| 1951                                                | 1951                                           |                                                | 2.611                                          | 2.611                                          |
| 1961                                                | 1961                                           |                                                | 2.505                                          | 2.505                                          |
| 1971                                                | 1971                                           |                                                | 2.293                                          | 2.293                                          |
| 1981                                                | 1981                                           |                                                | 2.074                                          | 2.074                                          |
| 1991                                                | 1991                                           |                                                | 1.842                                          | 1.842                                          |
| 2001                                                | 2001                                           |                                                | 1.753                                          | 1.753                                          |
| 2011                                                | 2011                                           |                                                | 1.628                                          | 1.628                                          |
| 2021                                                | 2021                                           |                                                | 1.520                                          | 1.520                                          |
| 2025                                                | 2025                                           |                                                | 1.525                                          | 1.525                                          |
| Quelle(n): Statistik Austria, Gebietsstand 1.1.2021 |                                                |                                                |                                                |                                                |

## Kultur und Sehenswürdigkeiten
- Schloss Fronsburg

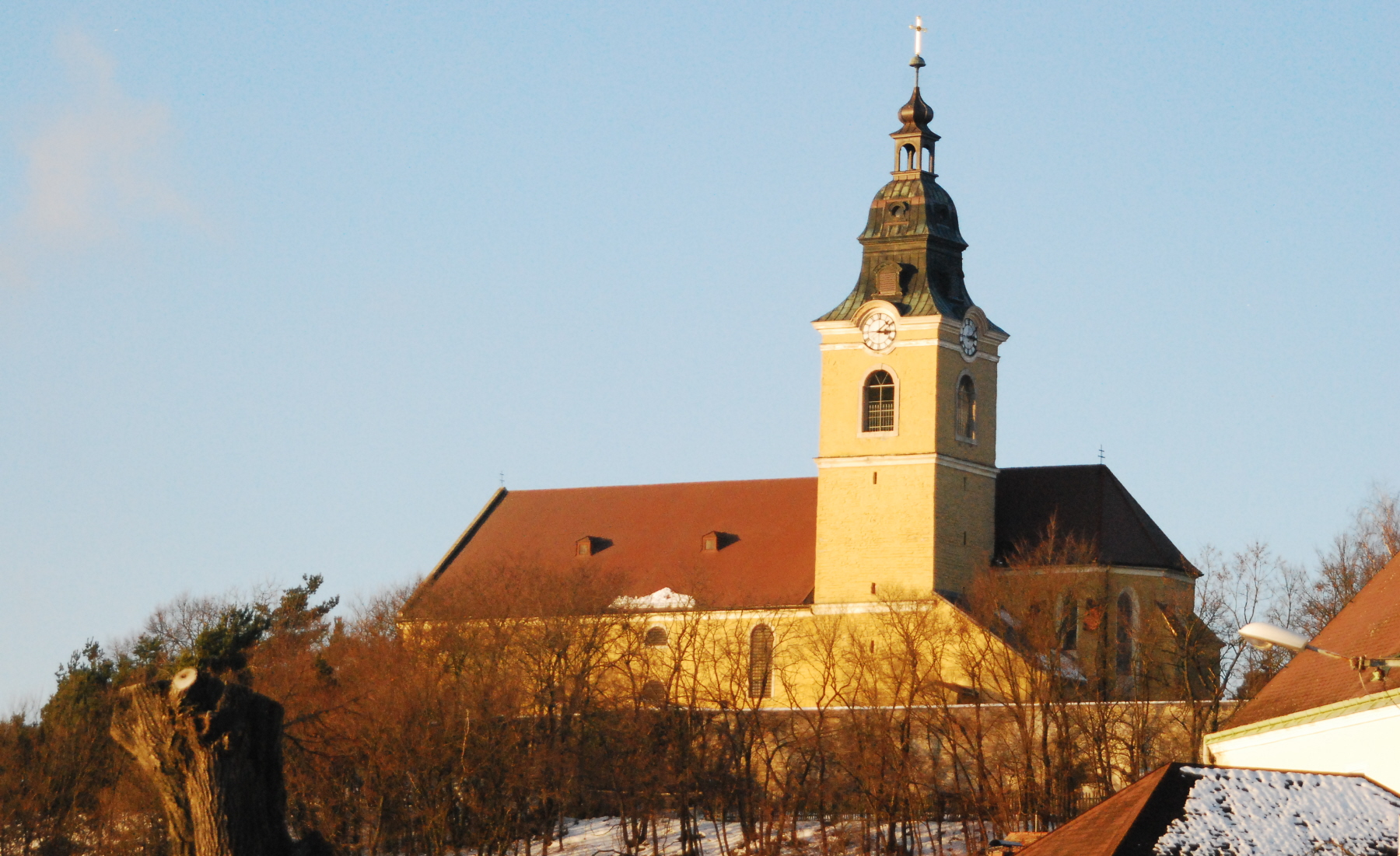
Pfarrkirche Weitersfeld

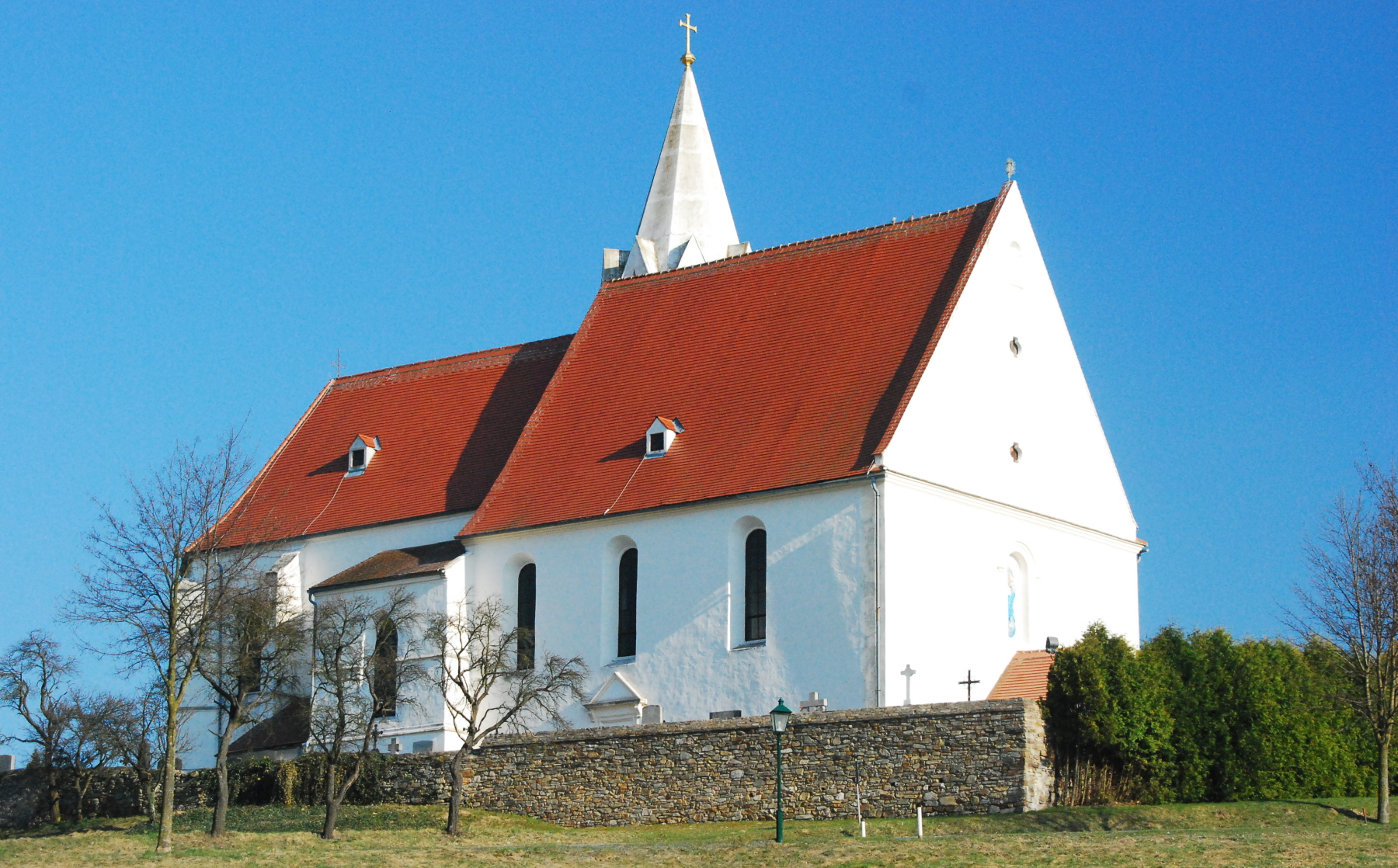
Maria im Gebirge

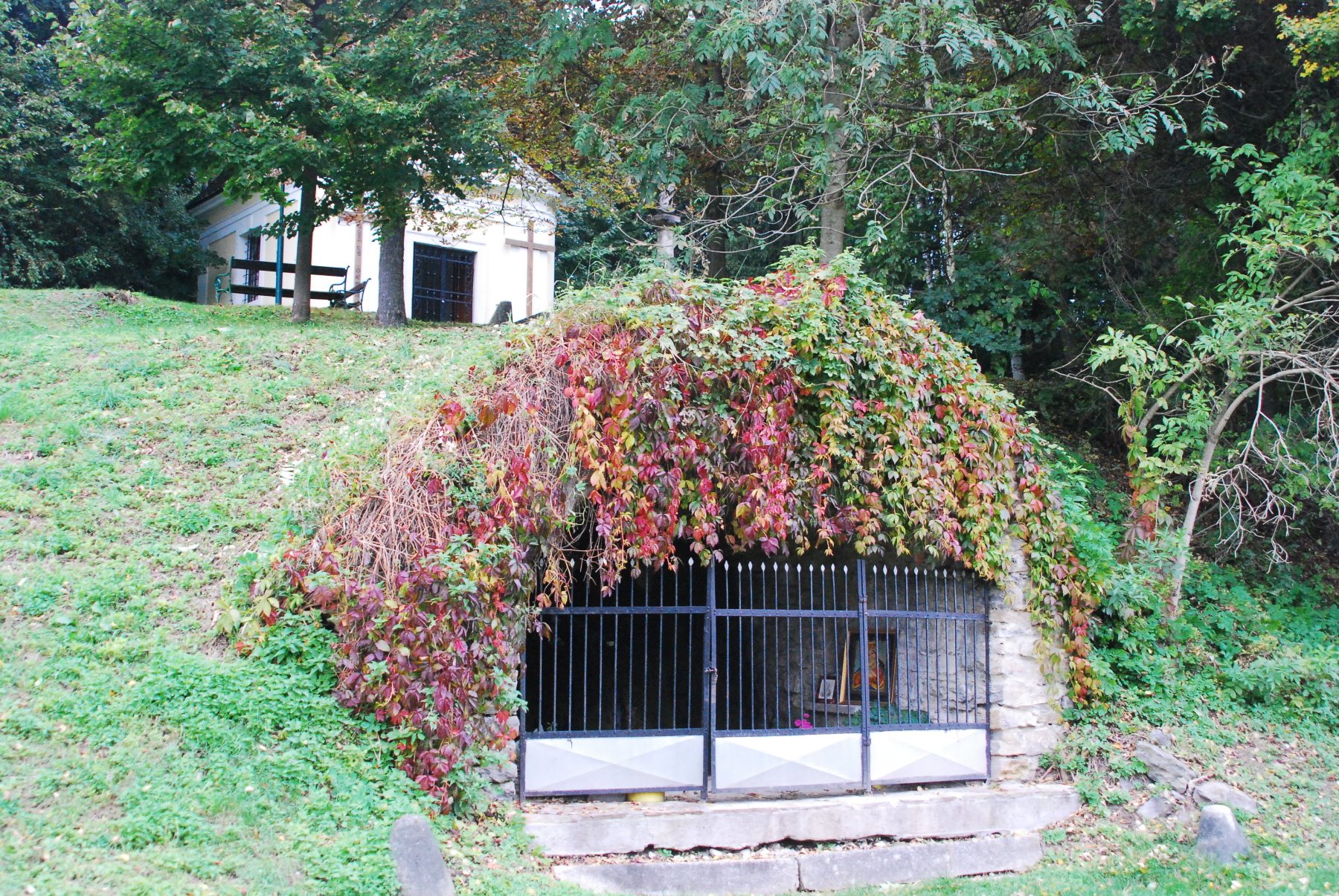
Fronsburger Bründl

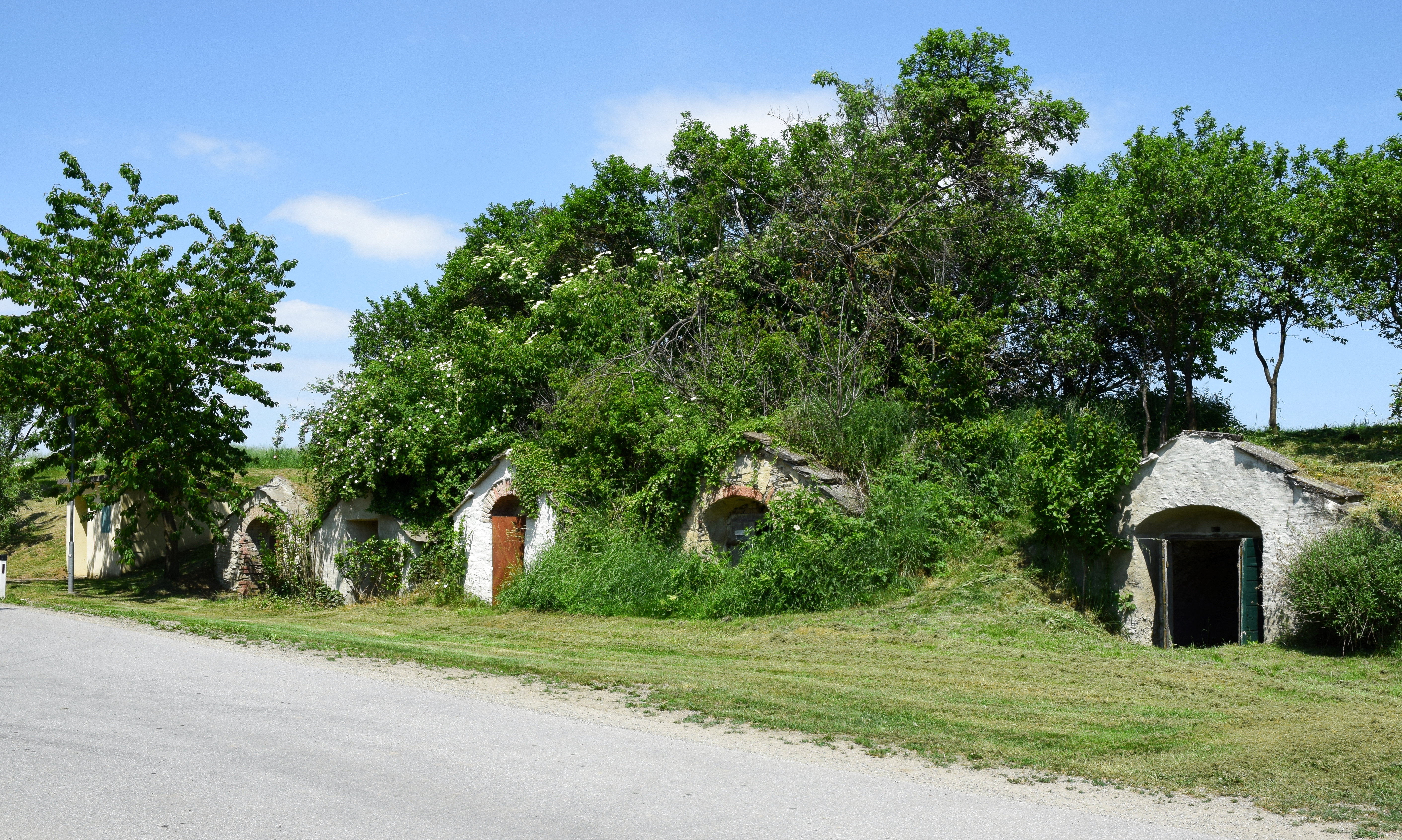
Kellergasse Trautmannsdorfer Straße in Starrein

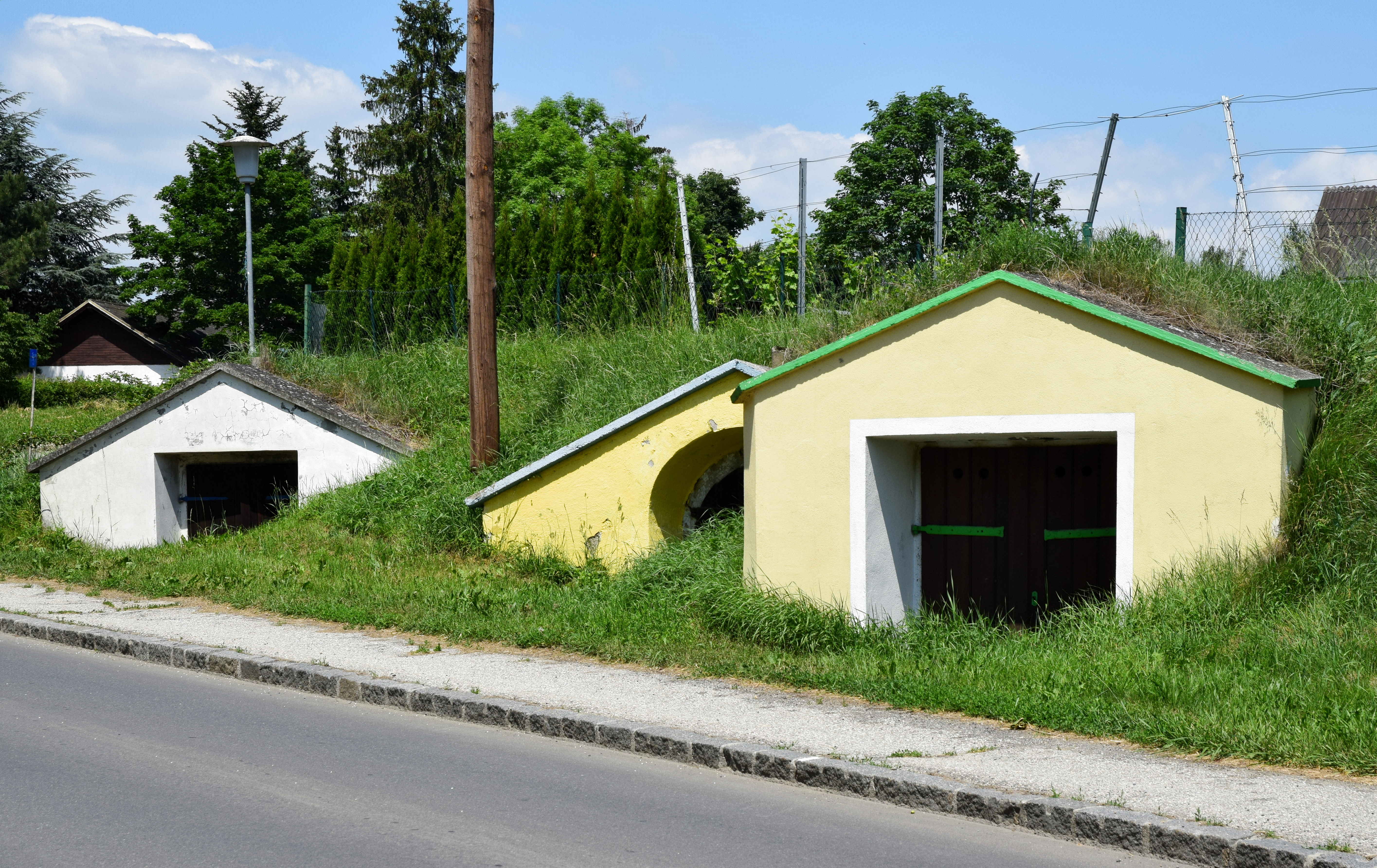
Kellergasse Oberhöfleiner Straße in Weitersfeld

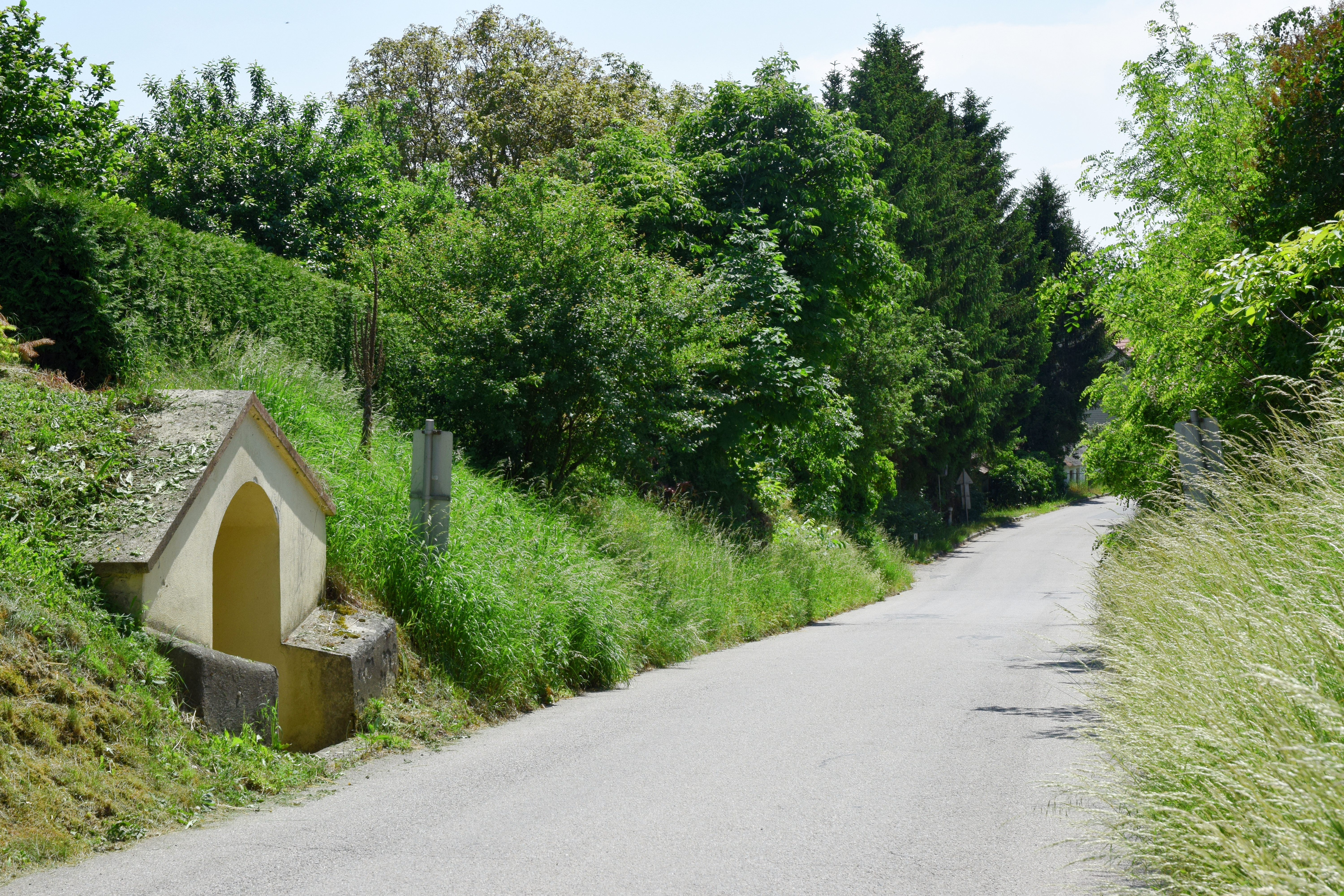
Kellergasse Fronsburger Straße in Weitersfeld

- Katholische Pfarrkirche Weitersfeld hl. Martin
- Katholische Pfarrkirche Oberhöflein Hl. Dreifaltigkeit
- Katholische Pfarrkirche Obermixnitz hl. Petrus
- Wallfahrtskirche Maria im Gebirge
- Ortskapelle Untermixnitz
- Fronsburger Bründl
- Armenhaus Weitersfeld

## Wirtschaft und Infrastruktur

### Wirtschaftssektoren
Von den 181 landwirtschaftlichen Betrieben des Jahres 2010 waren 92 Haupterwerbsbauern. Im Produktionssektor arbeiteten 49 Erwerbstätige in der Bauwirtschaft und 35 im Bereich Herstellung von Waren. Die wichtigsten Arbeitgeber des Dienstleistungssektors waren die Bereiche Handel (80), und soziale und öffentliche Dienste (64 Mitarbeiter).
| Wirtschaftssektor            | Anzahl Betriebe | Anzahl Betriebe | Erwerbstätige | Erwerbstätige |
| Wirtschaftssektor            | 2011            | 2001            | 2011          | 2001          |
| ---------------------------- | --------------- | --------------- | ------------- | ------------- |
| Land- und Forstwirtschaft 1) | 181             | 217             | 148           | 194           |
| Produktion                   | 15              | 15              | 84            | 144           |
| Dienstleistung               | 79              | 44              | 209           | 199           |

1) Betriebe mit Fläche in den Jahren 2010 und 1999

### Verkehr
- Bahn: Die Niederösterreichische Verkehrsorganisationsgesellschaft betreibt die Bahnhöfe Weitersfeld und Oberhöflein an der Lokalbahn Retz–Drosendorf. Seit 2001 werden diese Bahnhöfe nur mehr in den Sommermonaten an Wochenenden von der Nostalgiebahn Reblaus-Express angefahren. Die nächstgelegenen Bahnhöfe der ÖBB mit regulärem Personenverkehr sind Hötzelsdorf-Geras an der Franz-Josefs-Bahn und Retz an der Nordwestbahn.
- Bus: Das Linienbusunternehmen PostBus fährt Haltestellen der Linien 1253 (Horn – Retz), 1255 (Retz – Horn) und 1315 (Horn – Weitersfeld) in mehreren Orten der Gemeinde an.
- Straße: Die Thayatal Straße (B30) führt nördlich an Weitersfeld vorbei.

### Öffentliche Einrichtungen
In der Gemeinde gibt es einen Kindergarten, eine Volksschule und eine Neue Mittelschule.

## Politik

### Gemeinderat
Der hat 19 Mitglieder.
- Nach den Gemeinderatswahlen in Niederösterreich 1990 hatte der Gemeinderat folgende Verteilung: 17 ÖVP und 2 SPÖ.
- Nach den Gemeinderatswahlen in Niederösterreich 1995 hatte der Gemeinderat folgende Verteilung: 15 ÖVP, 2 SPÖ, 1 Liste Birgit Kristen und 1 FPÖ.[11]
- Nach den Gemeinderatswahlen in Niederösterreich 2000 hatte der Gemeinderat folgende Verteilung: 17 ÖVP und 2 SPÖ.[12]
- Nach den Gemeinderatswahlen in Niederösterreich 2005 hatte der Gemeinderat folgende Verteilung: 17 ÖVP und 2 SPÖ.[13]
- Nach den Gemeinderatswahlen in Niederösterreich 2010 hatte der Gemeinderat folgende Verteilung: 17 ÖVP und 2 SPÖ.[14]
- Nach den Gemeinderatswahlen in Niederösterreich 2015 hatte der Gemeinderat folgende Verteilung: 17 ÖVP und 2 SPÖ.[15]
- Nach den Gemeinderatswahlen in Niederösterreich 2020 hatte der Gemeinderat folgende Verteilung: 17 ÖVP, 1 SPÖ und 1 FPÖ.[16]
- Nach den Gemeinderatswahlen in Niederösterreich 2025 hat der Gemeinderat folgende Verteilung: 16 ÖVP und 3 FPÖ.[17]

### Bürgermeister
- 2003–2015 Werner Neubert (ÖVP)[18]
- 2015–2025 Reinhard Nowak (ÖVP)[19]
- seit 2025 Stefan Mader (ÖVP)[20][21]

## Persönlichkeiten

### Söhne und Töchter der Gemeinde
- Sigmund Anton Steiner (1773–1838), Musikverleger und Kunsthändler
- Ignaz Rudolph Schiner (1813–1873), Entomologe
- Josef Barth (1842–1916), Fassmaler, Vergolder und Restaurator, wurde in Fronsburg geboren
- Felix Graf Stainach (1858–1929), Bezirkshauptmann von Horn, Hofrat und Ehrenbürger[22]

### Personen mit Bezug zur Gemeinde
- Leopold Kletter (1912–1989), Meteorologe, wurde in Sallapulka geboren
- Sigrid Stagl (* 1968), Umweltökonomin, Wissenschafter des Jahres 2024, wuchs in Weitersfeld auf[23]